# Lumea Sofiei
Lumea Sofiei (norvegiană: Sofies verden) este un roman creat de scriitorul norvegian Jostein Gaarder în 1991. Prezintă întâmplările din Sophie Amundsen, o adolescentă în Norvegia, și ale lui Alberto Knox, un filozof de vârstă mijlocie care o introduce în gândirea filosofică și Istoria filozofiei.
Lumea Sofiei a câștigat Deutscher Jugendliteraturpreis în Germania în 1994. A fost scrisă inițial în limba norvegiană. Romanul a fost tradus ulterior în cincizeci și trei de limbi, cu peste treizeci de milioane de copii vandute. Este unul dintre cele mai de succes romane norvegiene din afara Norvegiei. Cartea a fost adaptată într-un film și un joc pentru computer.

## Vezi și
- Realitatea simulată în ficțiune